# Lionsgate Studios
Lionsgate Studios Corp. (сокр. Lionsgate Studios) — канадско-американский конгломерат по производству и распространению кино и телевидения, расположенный в Ванкувере, Британская Колумбия, и в основном базирующийся в Санта-Монике, Калифорния. Он был сформирован 14 мая 2024 года после того, как Lionsgate выделила свой кино- и телевизионный бизнес.
Портфолио Lionsgate Studios включает в себя Lionsgate Canada (ранее известную как Entertainment One или eOne), 3 Arts Entertainment, Pilgrim Media Group, Lionsgate Films, миноритарный пакет акций в 42 и долю совместного предприятия Amblin Partners. Через Lionsgate Films компания также выпускает фильмы под лейблами Summit Entertainment и eOne Films.

## Предыстория
После завершения приобретения Entertainment One у Hasbro 27 декабря 2023 года, Lionsgate сообщила о своём намерении разделить свои кино- и телевизионные активы на собственную компанию, подразделение Studios объединится с компанией по приобретению специального назначения под названием Screaming Eagle Corporation, чтобы сформировать отдельную публично торгую компанию под названием Lionsgate Studios Corporation. Сделка была закрыта 7 мая 2024 года, и сделка установила стоимость Lionsgate Studios в 4,6 миллиарда долларов.
Компания была запущена через неделю, 14 мая, и начала торговать на Nasdaq через фондовый символ LION. Lionsgate осталась его контролирующим акционером, владея примерно 87% его после разделения. В январе 2025 года студия объявила о полном отделении от Starz, которая была закрыт 6 мая того же года,

## Фильмы
Lionsgate Studios работает через своё киноподразделение, Lionsgate Films; которому принадлежат права на собственные фильмы, а также фильмы, выпущенные под лейблом Summit Entertainment, и от дочерней компании Lionsgate Canada. Последняя компания, которая была известна как Entertainment One до продажи Lionsgate, также содержит библиотеки несуществующих производственных компаний, таких как Koch Entertainment, Christal Films, Alliance Atlantis (от слияния своего прежнего воплощения Alliance Communications и Atlantis Communications), Salter Street Films, Cineplex Odeon Films и Phase 4 Films.
В библиотеке Lionsgate Studios представлены фильмы нескольких несуществующих студий, в том числе: Trimark Pictures (приобретена в 2000 году), Artisan Entertainment (приобретена в 2003 году и вместе с ней Vestron Pictures, которую Artisan приобрела в 1991 году), Starz Distribution (приобретена Lionsgate в 2016 году, включает библиотеки Anchor Bay Entertainment, Overture Films, библиотеку Film Roman до 2015 года и внутренний контент Starz и её предшественника IDT Entertainment), библиотека развлекательного подразделения Hearst, Tribune Entertainment (через Debmar-Mercury), American Zoetrope (дистрибьюторская сделка в 2010 году, за некоторыми исключениями), Modern Entertainment (библиотека приобретена в 2005 году), активы The Weinstein Company и Dimension Films (только после 2005 года; через 18,9% акций Spyglass Media Group).
Полное владение Lionsgate Studios зависит от различных и/или конкретных глобальных лицензий.

## Home Entertainment
Фильмы Lionsgate выходят на DVD, Blu-ray и Ultra HD Blu-ray, а также на PSP через Universal Media Disc.
Их релизы в настоящее время выпускаются Sony Pictures Home Entertainment, которая выпускает контент компании на домашнем видео с 2021 года, после истечения срока их сделки с 20th Century Home Entertainment.

### Ранняя история
Домашние релизы от Lions Gate или от ранее выпускались Universal Studios Home Video (ныне известной как Universal Pictures Home Entertainment) и Columbia TriStar Home Video (ныне известной как Sony Pictures Home Entertainment). Lions Gate Films создала два видеолейбла: Avalanche Home Entertainment, который выпускала канадские фильмы категории B на видео и DVD; и Sterling Home Entertainment (совместное предприятие со Scanbox International, датской кинокомпанией), которая выпускала американские малобюджетные фильмы на видео и DVD в конце 1990-х годов. В июне 2000 года Lions Gate купила Trimark Pictures и объединила своё внутреннее подразделение домашнего видео с подразделением Avalanche и Sterling, чтобы сформировать Lions Gate Home Entertainment' в 2001 году.
После приобретения Sterling Home Entertainment была переименована в Studio Home Entertainment, которая позже была преобразована в Lionsgate. Lions Gate купила Artisan Entertainment в 2003 году и в следующем году перевела её в раздел Family Entertainment своего подразделения Home Entertainment.
Имея библиотеку из более чем 8000 фильмов и, несмотря на то, что LGHE была основана для выпуска внутренних фильмов, LGHE также ранее выпускала фильмя с участием Барби из Mattel и Clifford the Big Red Dog от Scholastic Corporation, видео Stickin' Around от Nelvana и MGA Entertainment. Lionsgate Home Entertainment также ранее выпускала фильмы The Jim Henson Company до 2012 года, когда Хенсон подписал контракт с Gaiam Vivendi Entertainment. С приобретением Artisan, LGHE также выпустила каталог ITC Entertainment до 2013 года, когда преемник ITC ITV Studios Global Entertainment подписал сделку с Shout! Factory (ныне известной как Shout! Studios).
В 2001 году в Квебеке она была переименована в Christal Films, а в Онтарио и других провинциях — в Maple Pictures.

### Поздние сделки
В августе 2001 года Lions Gate Home Entertainment подписала соглашение с DIC Entertainment о выпуске их каталога мультфильмов на видео и DVD в США, заменив давнего партнера DIC Buena Vista Home Entertainment. Партнёрство длилось всего год, так как в 2003 году DIC начала выпускать свои сериалы через Sterling Entertainment Group (не связанную со Sterling Home Entertainment), а затем через другие дистрибьюторские компании, такие как Shout! Factory (ныне известную как Shout! Atudios), 20th Century Fox Home Entertainment (ныне известную как 20th Century Home Entertainment) и NCircle Entertainment.
В 2008 году Lionsgate Home Entertainment заключила контракт с HIT Entertainment на выпуск DVD в США после истечения срока действия контракта с 20th Century Fox Home Entertainment, которая закончилась в 2014 году, дистрибуцией стала заниматься Universal Pictures Home Entertainment.
4 августа 2008 года Lionsgate объявила о сделке с Walt Disney Studios Home Entertainment о приобретении прав на выпуск нескольких сериалов Touchstone Television/ABC Studios (ныне известной как ABC Signature), включая «Как сказал Джим», «Жнец», «Королева экрана», «8 простых правил» и «Парень познаёт мир».
В 2009 году American Greetings заключила сделку с Lionsgate о выпуске аудиовизуального контента на DVD после окончания сделки с 20th Century Fox Home Entertainment, за исключением Srawberry Shortcake, так как это была предыдущая сделка, заключённая в 2003 году между 20th Century Fox и American Greetings.
До 2012 года Lionsgate также выпускала на DVD большинство фильмов, принадлежащих в Republic Pictures по лицензии Paramount Pictures. Сделка также была расширена, включив в неё некоторые немаркированные фильмы, первоначально выпущенные Paramount. Позднее Lionsgate заключила сделку с Olive Films (позднее Kino Lorber).
11 февраля 2011 года Lionsgate и StudioCanal заключили соглашение о выпуске 550 фильмов от Miramax по всему миру, заменив Walt Disney Studios Home Entertainment. В апреле 2020 года права были переданы Paramount Home Entertainment после приобретения 49% акций Miramax материнской компанией PHE Paramount Global (в то время известной как ViacomCBS).
С приобретением Lionsgate Summit Entertainment в 2012 году, её подразделение домашнего видео взяло на себя права на выпуск домашнего видео.
В ноябре 2015 года Discovery Communications и Liberty Global приобрели 3,4% акций Lionsgate Entertainment, и в результате LGHE начала выпускать фильмы из библиотеки Discovery на домашних носителях, начиная с 2016 года и заканчивая в 2022 году, когда Warner Bros. Home Entertainment взяла на себя выпуск домашних медиа-релизов Discovery после слияния WarnerMedia с Discovery для формирования Warner Bros. Discovery.
8 декабря 2016 года Lionsgate приобрела Starz Inc., которая включает в себя североамериканские филиалы Manga Entertainment и первое воплощение Anchor Bay Entertainment. Вскоре после приобретения Anchor Bay была переведена в Lionsgate Home Entertainment, и Manga планируют перезапустить в ближайшем будущем. 15 февраля 2024 года Anchor Bay Entertainment возрождена со-учредителями Umbrelic Entertainment, Томасом Замбеком и Брайаном Кацем в качестве производственной компании для «жанровых фильмов, неоткрытых сокровищ, культовой классики и ремастерированных каталогов».
30 июня 2021 года североамериканское дистрибьюторское соглашение Lionsgate с Walt Disney Studios Home Entertainment истекло и было перенято на Sony Pictures Home Entertainment с 1 июля 2021 года.
После того, как 27 декабря 2023 года Lionsgate завершила приобретение Entertainment One (eOne), ныне Lionsgate Canada, её подразделение домашнего видео начало выпускать её физические релизы по всему миру.
24 июня 2024 года было сообщено, что Sony Pictures Home Entertainment заключила дистрибьюторское соглашение с Studio Distribution Services для выпуска на физических носителя фильмов от Sony Pictures (Columbia Pictures, TriStar Pictures, Screen Gems, Crunchyroll, LLC и т. д.), а также Lionsgate, Walt Disney Studios Home Entertainment (Walt Disney Pictures), Marvel Studios, Lucasfilm Ltd., 20th Century Studios и т. д.) и The Criterion Collection в рамках их существующих дистрибьюторских соглашений с SPHE.